# Port lotniczy Dżermuk
Port lotniczy Dżermuk – mały port lotniczy położony w Dżermuku w Armenii.